# Universidad Austral de Chile
Universidad Austral de Chile är ett forskningsuniversitet i Valdivia i södra Chile.